# Приморское (Мариупольский городской совет)
Приморское (укр. Приморське) — бывшее село, которое входило в состав Виноградненского сельского совета Мариупольского городского совета Донецкой области, до 11 декабря 2014 года входило в Новоазовский район.
Код КОАТУУ — 1423682203. Почтовый индекс — 87642. Телефонный код — 6296.

## Население
- 1873 — 120 чел.
- 2001 — 408 чел. (перепись)

В 2001 году родным языком назвали:
- русский язык — 226 чел. (55,39 %)
- украинский язык — 182 чел. (44,61 %)

## История
В 2014 году село переподчинено Волновахскому району. С 20 мая 2015 года, на основании специального Постановления Верховной Рады Украины "О внесении изменений в Постановление Верховной Рады Украины от 11 декабря 2014 года № 32 — VII «Об изменениях в административно-территориальном делении Донецкой области, изменении и установлении границ Волновахского, Новоазовского и Тельмановского районов Донецкой области», в состав г. Мариуполя «временно, до перехода под контроль органов государственной власти и органов местного самоуправления неконтролируемых ими населенных пунктов Донецкой области» были включены земли Виноградненского сельского совета (в том числе территории села Виноградное, села Пионерское, села Приморское), ранее входившие в состав Волновахского, а перед тем Новоазовского районов Донецкой области.
В 2015 году село присоединено к городу Мариуполь и снято с учета

## Местный совет
87642, Донецкая область, Мариупольский городской совет, с. Виноградное, ул. Советская, 226.